# Comuna Huhra, Ohtîrka
Huhra (în ucraineană Хухра) este o comună în raionul Ohtîrka, regiunea Sumî, Ucraina, formată din satele Huhra (reședința), Peremoha și Pîlivka.

## Demografie
Componența lingvistică a comunei Huhra
     Ucraineană (96,87%)
     Rusă (2,99%)
     Alte limbi (0,05%)
Conform recensământului din 2001, majoritatea populației comunei Huhra era vorbitoare de ucraineană (96,87%), existând în minoritate și vorbitori de rusă (2,99%).